# 2018 FIFAワールドカップ・アジア4次予選
- 2018 FIFAワールドカップ > 2018 FIFAワールドカップ・予選 > 2018 FIFAワールドカップ・アジア予選 > 2018 FIFAワールドカップ・アジア4次予選

このページは、2018 FIFAワールドカップ・アジア予選の4次予選の結果をまとめたものである。2017年10月5日から10月10日の間に実施された。

## 形式
3次予選の各グループ3位となった2チームが参加。
2チームがホーム・アンド・アウェーで対戦する。2試合の総得点の多いチームが大陸間プレーオフに進出、CONCACAF5次予選4位のチームと対戦する。

## 通過チーム
| グループ (3次予選) | 3位チーム      |
| ------------------ | -------------- |
| A                  | シリア         |
| B                  | オーストラリア |

## 試合結果
| チーム #1 | 合計  | チーム #2      | 第1戦 | 第2戦 |
| --------- | ----- | -------------- | ----- | ----- |
| シリア    | 2 - 3 | オーストラリア | 1 - 1 | 1 - 2 |

| 2017年10月5日 20:30 UTC+8 |

| シリア                           | 1 - 1                          | オーストラリア        |
| オマル・アッ＝ソーマ 85分 (pen.) | レポート (FIFA) レポート (AFC) | ロビー・クルーズ 40分 |

| ハン・ジェバ・スタジアム (マレーシア・ムラカ) 観客数: 2,150人 主審: アリレザ・ファガニー (イラン) |

| 2017年10月10日 20:00 UTC+11 |

| オーストラリア               | 2 - 1 (延長)                   | シリア                   |
| ティム・ケーヒル 13分, 109分 | レポート (FIFA) レポート (AFC) | オマル・アッ＝ソーマ 6分 |

| スタジアム・オーストラリア (オーストラリア・シドニー) 観客数: 72,136人 主審: ラフシャン・イルマトフ (ウズベキスタン) |

二試合合計スコア 2 - 3でオーストラリアが大陸間プレーオフに進出